# NGC 5969
NGC 5969 (другие обозначения — MCG 9-25-59, ZWG 297.18, NPM1G +56.0204, PGC 55491) — галактика в созвездии Дракон.
Этот объект входит в число перечисленных в оригинальной редакции «Нового общего каталога».